# Sergio Valech
Sergio Patricio Valech Aldunate (Santiago, 21 de octubre de 1927-ibídem, 24 de noviembre de 2010) fue un obispo emérito de la Arquidiócesis de Santiago.

## Primeros años
Hijo de Antonio Valech Haddad y Mercedes Aldunate Lazo. Estudió en el Seminario de Santiago y en la Facultad de Teología de la Pontificia Universidad Católica de Chile.

## Vida religiosa
Fue ordenado sacerdote el 28 de junio de 1953 por el cardenal José María Caro, arzobispo de Santiago.
Vicario cooperador parroquial y vicario ecónomo de Nuestra Señora del Sagrado Corazón de Lo Negrete, Independencia; Director de la Casa del Clero "San Juan Evangelista", y profesor en el Seminario Pontificio Mayor de Santiago, la mayor parte de su carrera eclesiástica ha estado vinculada a la Arquidiócesis de Santiago de Chile.
Ahí desempeñó los cargos de prosecretario, secretario, administrador de bienes, vicario de la Solidaridad (1987-1992), vicario de Pastoral Social (desde 1992), vicario general y moderador de la curia arzobispal (desde 1990). También fue canónigo de la Catedral, dignidad a la que renunció en julio de 1995.

### Obispo

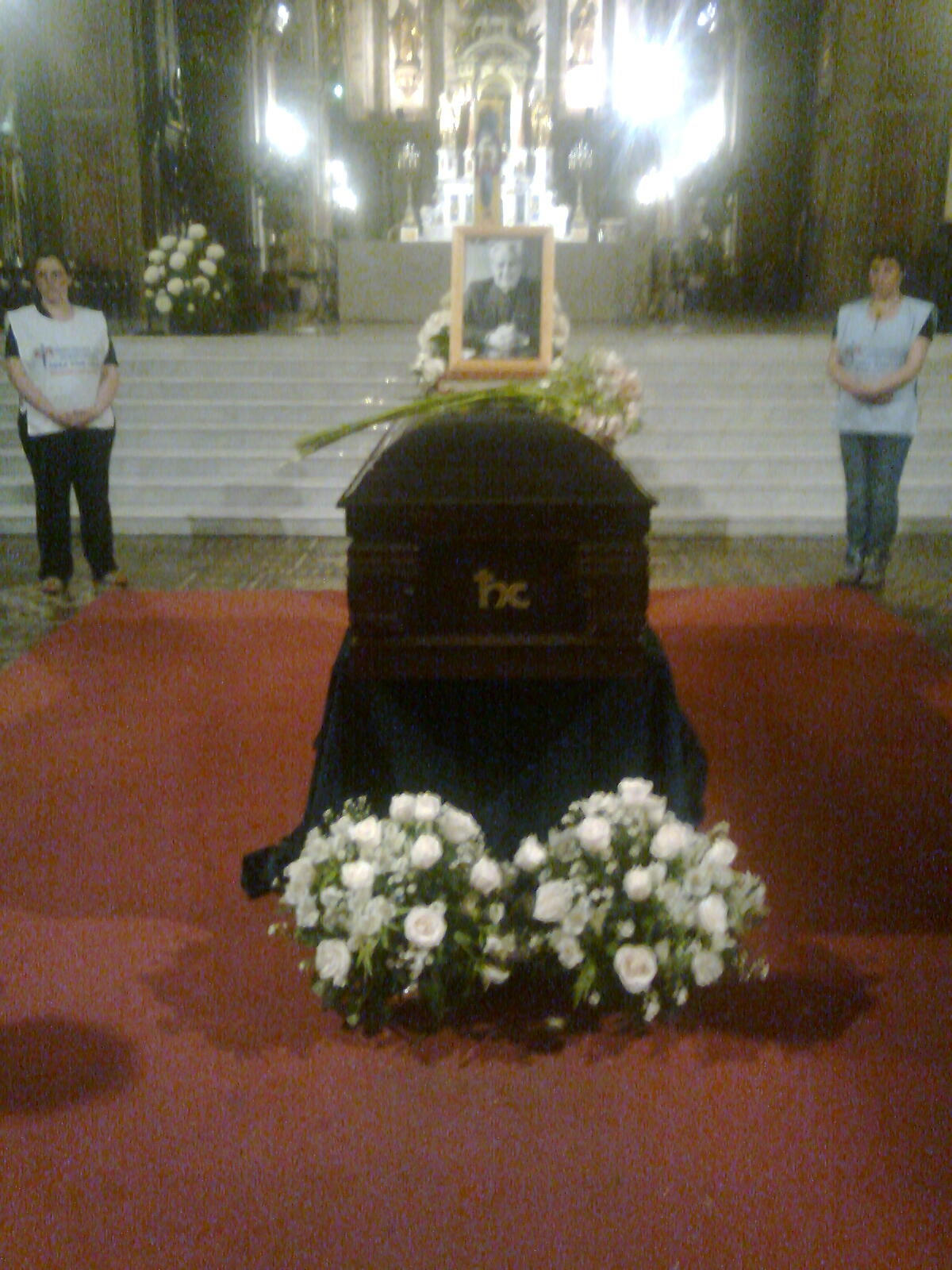
Velatorio de Monseñor Valech en la Catedral Metropolitana de Santiago.

Desde el 27 de agosto de 1973, por decisión de Pablo VI, era obispo auxiliar de Santiago (y titular de Zabi), habiendo sido consagrado en la Catedral Metropolitana de Santiago (el 18 de octubre de 1973) por el cardenal Raúl Silva Henríquez (aparte de Mons. Emilio Tagle Covarrubias, Obispo de Valparaíso, y Mons. Fernando Ariztía Ruiz). Integró la comisión de la causa de beatificación de san Alberto Hurtado (1977-1994).
Su lema episcopal fue "Evangelizare pauperibus" (Evangelizar a los pobres). Desempeñó como obispo auxiliar de los cardenales Raúl Silva Henríquez, Juan Francisco Fresno, Carlos Oviedo Cavada y Francisco Javier Errázuriz Ossa.
En febrero de 1998 y hasta abril de ese año, fue Administrador Apostólico Sede Plena de la Arquidiócesis, luego que renunciara por enfermedad el Cardenal Carlos Oviedo.
Al haber cumplido los 75 años, renunció a su dignidad eclesiástica en enero de 2003.

## Servicios a la República
Valech se desempeñó a la cabeza de la Vicaría de la Solidaridad hacia el fin de la dictadura. Esta institución sucedió al Comité de Cooperación para la Paz en Chile (Comité Pro Paz), fundado por el Cardenal Silva, para prestar asistencia legal y social a las víctimas de las violaciones a los derechos humanos durante la dictadura militar. Valech fue, en efecto, el último vicario de la Solidaridad. Fue presidente del Directorio de la Fundación de Documentación y Archivo de la Vicaría de la Solidaridad.
Se opuso terminantemente a entregar los datos recopilados por la vicaría a la justicia militar y a pesar de existir orden judicial de hacerlo y exponiéndose a ser juzgado no los entregó.
Su experiencia en la defensa de los derechos humanos fue reconocida por las autoridades políticas al designarlo a la cabeza de la Comisión sobre Prisión Política y Tortura (o Comisión Valech), que emitió, en 2004, un informe sobre las violaciones a los derechos humanos durante la dictadura de Pinochet.